# Canarium pseudopimela
Canarium pseudopimela är en tvåhjärtbladig växtart som beskrevs av K.M. Kochummen. Canarium pseudopimela ingår i släktet Canarium och familjen Burseraceae. Inga underarter finns listade i Catalogue of Life.